# Sienna Millerová
Sienna Rose Diana Millerová (nepřechýleně Miller; * 28. prosince 1981 New York) je britsko-americká herečka, módní návrhářka a modelka. Přestože se narodila v New Yorku, dětství strávila v Londýně. Nejprve se věnovala fotomodelingu a svou první filmovou roli získala v roce 2001, kdy hrála v romantické komedii Klíč k lásce. Později hrála v řadě dalších filmů, mezi které patří například životopisný film Warholka, kde ztvárnila herečku a modelku Edie Sedgwick.

## Filmografie

### Film
| Rok  | Název                              | Role                   | Poznámky        |
| ---- | ---------------------------------- | ---------------------- | --------------- |
| 2001 | Klíč k lásce                       | Sharon                 |                 |
| 2002 | High Speed                         | Savannah               |                 |
| 2002 | The Ride                           | Sara                   |                 |
| 2004 | Po krk v extázi                    | Tammy                  |                 |
| 2004 | Zlatíčko                           | Nikki                  |                 |
| 2005 | Casanova                           | Francesca Bruni        |                 |
| 2006 | Warholka                           | Edie Sedgwick          |                 |
| 2007 | Interview                          | Katya                  |                 |
| 2007 | Hvězdný prach                      | Victoria               |                 |
| 2008 | Záhady Pittsburghu                 | Jane Bellwether        |                 |
| 2008 | Camille                            | Camille Foster         |                 |
| 2008 | Kis Vuk                            | Darcey (hlas)          | americký dabing |
| 2008 | Na hraně lásky                     | Caitlin Macnamara      |                 |
| 2009 | Zářijové číslo                     | samu sebe              | dokument        |
| 2009 | G. I. Joe                          | The Baroness           |                 |
| 2012 | Just Like a Woman                  | Marilyn                |                 |
| 2012 | Nous York                          | filmová hvězda         |                 |
| 2012 | Two Jacks                          | Diana                  |                 |
| 2012 | Yellow                             | Xanne                  |                 |
| 2013 | Můž na míru                        | Sarah                  |                 |
| 2014 | Hon na lišku                       | Nancy Schultz          |                 |
| 2014 | Americký sniper                    | Taya Renae Kyle        |                 |
| 2015 | Hazardní hráči                     | Simone                 |                 |
| 2015 | Nepovedenej kšeft                  | Chuck Portnoy          |                 |
| 2015 | High Rise                          | Charlotte Melville     |                 |
| 2015 | Dokonalý šéf                       | Helene                 |                 |
| 2016 | Ztracené město Z                   | Nina Fawcett           |                 |
| 2016 | Pod rouškou noci                   | Emma Gould             |                 |
| 2017 | The Private Life of a Modern Woman | Vera Lockman           |                 |
| 2018 | The Catcher Was a Spy              | Estella Huni           |                 |
| 2018 | Americká žena                      | Deborah Callahan       |                 |
| 2019 | 21 mostů                           | detektiv Frankie Burns |                 |
| 2020 | Temná pouť                         | Adrienne               |                 |

### Televize
| Rok           | Název                      | Role              | Poznámky                |
| ------------- | -------------------------- | ----------------- | ----------------------- |
| 2002          | The American Embassy       | Babe              | díl: Long Live the King |
| 2002          | Bedtime                    | Stacey            | 4 díly                  |
| 2003–2004     | Keen Eddie                 | Fiona Bickerton   | hlavní role             |
| 2009          | Top Gear                   | samu sebe         | 2 díly                  |
| 2012          | Dívka                      | Tippi Hedren      | TV film                 |
| 2012          | Just Like a Woman          | Marilyn           | TV film                 |
| 2019          | Nejsilnější hlas           | Beth Ailes        | mini-série              |
| 2022          | Anatomie skandálu          | Sophie Whitehouse | hlavní role, mini-série |
| 2022          | Chivalry                   | Lark              | hlavní role             |
| 2022          | My Life as a Rolling Stone | vypravěčka        | dokumentární seriál     |
| bude oznámeno | Extrapolations             | Rebecca Shearer   |                         |